# Frévin-Capelle
Frévin-Capelle est une commune française située dans le département du Pas-de-Calais en région Hauts-de-France. Ses habitants sont appelés les Frévinois.
La commune fait partie de la communauté de communes des Campagnes de l'Artois qui regroupe 96 communes et compte 33 141 habitants en 2021.

## Géographie

### Localisation
Localisée dans le sud-est du département du Pas-de-Calais, Frévin-Capelle est une commune de la vallée de la Scarpe située, à vol d'oiseau, à 12 km au nord-ouest de la commune d’Arras (chef-lieu d'arrondissement et préfecture du Pas-de-Calais).
Le territoire de la commune est limitrophe de ceux de quatre communes.
Les communes limitrophes sont  Acq, Camblain-l'Abbé, Capelle-Fermont et Haute-Avesnes.

### Géologie et relief
La superficie de la commune est de 3,59 km2 ; son altitude varie de 81  à   131 mètres.

### Hydrographie
Le territoire de la commune est situé dans le bassin Artois-Picardie.
La commune est traversée par la rivière Scarpe, cours d'eau naturel non navigable de 26,8 km qui prend sa source dans la commune de Tincques et se jette dans la Scarpe canalisée au niveau de la commune de Saint-Nicolas.

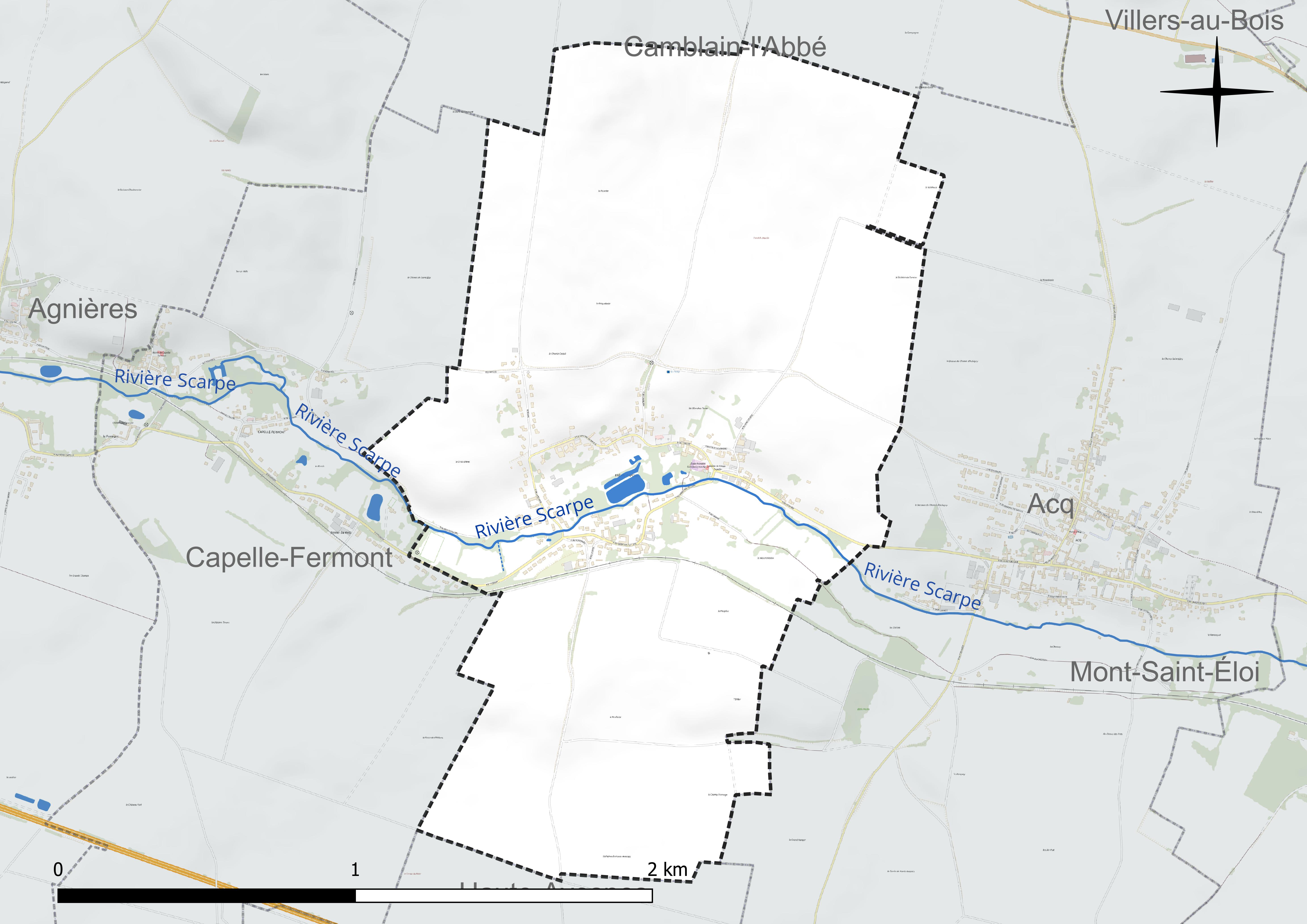
Réseau hydrographique de Frévin-Capelle.

### Climat
Pour des articles plus généraux, voir Climat des Hauts-de-France et Climat du Pas-de-Calais.
En 2010, le climat de la commune est de type climat océanique dégradé des plaines du Centre et du Nord, selon une étude du CNRS s'appuyant sur une série de données couvrant la période 1971-2000. En 2020, Météo-France publie une typologie des climats de la France métropolitaine dans laquelle la commune est exposée à un climat océanique et est dans la région climatique Nord-est du bassin Parisien, caractérisée par un ensoleillement médiocre, une pluviométrie moyenne régulièrement répartie au cours de l’année et un hiver froid (3 °C).
Pour la période 1971-2000, la température annuelle moyenne est de 10,1 °C, avec une amplitude thermique annuelle de 14,3 °C. Le cumul annuel moyen de précipitations est de 798 mm, avec 12,1 jours de précipitations en janvier et 9 jours en juillet. Pour la période 1991-2020, la température moyenne annuelle observée sur la station météorologique la plus proche, située sur la commune de Saulty à 17 km à vol d'oiseau, est de 10,4 °C et le cumul annuel moyen de précipitations est de 899,7 mm,. Pour l'avenir, les paramètres climatiques de la commune estimés pour 2050 selon différents scénarios d'émission de gaz à effet de serre sont consultables sur un site dédié publié par Météo-France en novembre 2022.

### Milieux naturels et biodiversité

#### Zone naturelle d'intérêt écologique, faunistique et floristique
L’inventaire des zones naturelles d'intérêt écologique, faunistique et floristique (ZNIEFF) a pour objectif de réaliser une couverture des zones les plus intéressantes sur le plan écologique, essentiellement dans la perspective d’améliorer la connaissance du patrimoine naturel national et de fournir aux différents décideurs un outil d’aide à la prise en compte de l’environnement dans l’aménagement du territoire.
Le territoire communal comprend une ZNIEFF de type 1 : la  haute vallée de la Scarpe entre Frévin-Cappelle et Anzin-St-Aubin, le bois de Maroeuil et la vallée du Gy en aval de Gouves. Cette ZNIEFF, d’une superficie de 702 ha et d'une altitude variant de 60  à   115 m, s'inscrit dans une région agricole, dans une plaine dénudée avec deux vallées verdoyantes, celles de la Scarpe et du Gy.

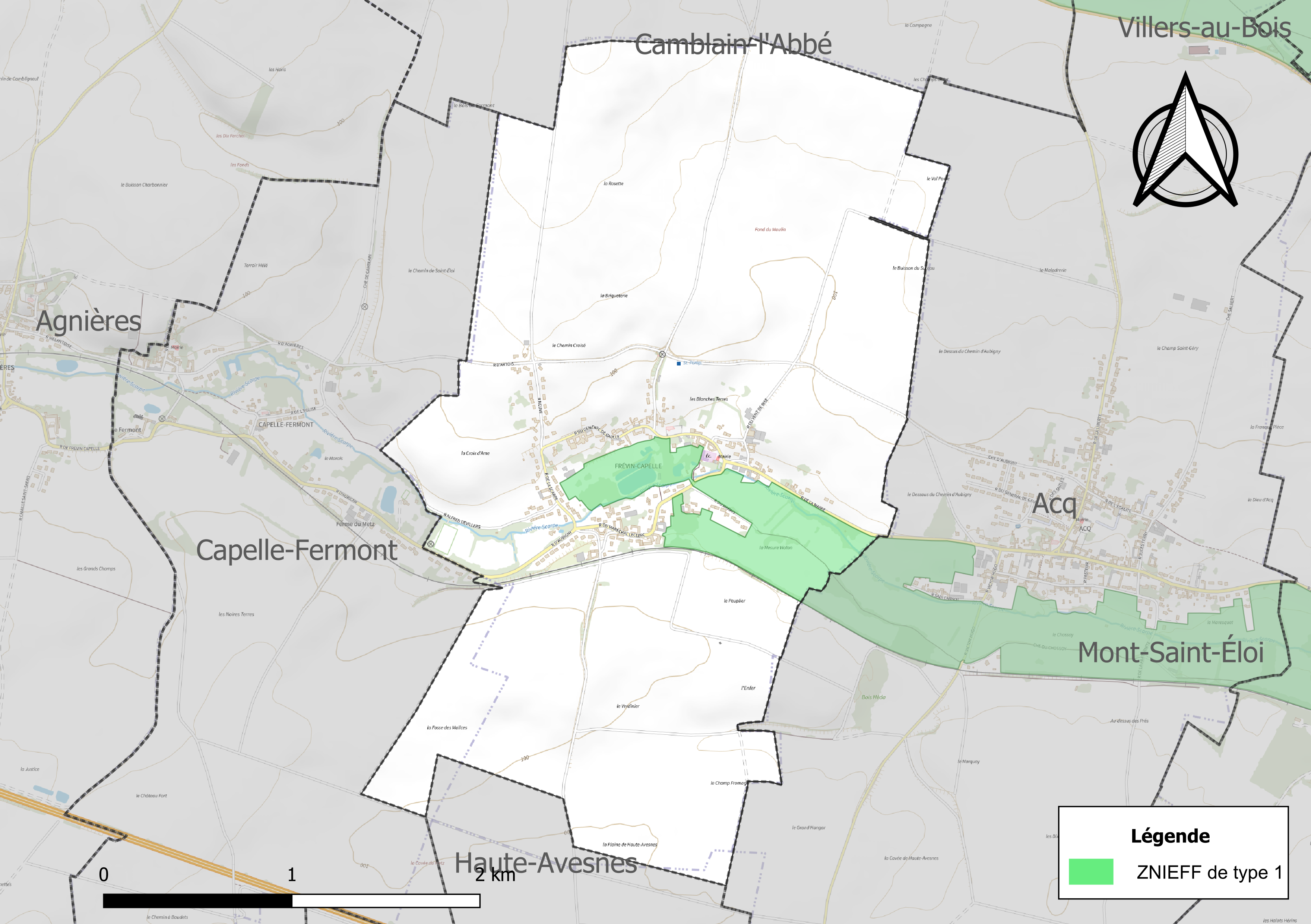
Carte de la ZNIEFF sur la commune.

#### Espèces faunistiques et floristiques
Le site de l’Inventaire national du patrimoine naturel (INPN) recense 213 espèces faunistiques et floristiques sur le territoire de la commune dont 10 protégées et 3 taxons (espèces et sous-espèces) menacées et quasi-menacées.

## Urbanisme

### Typologie
Au 1er janvier 2024, Frévin-Capelle est catégorisée commune rurale à habitat dispersé, selon la nouvelle grille communale de densité à sept niveaux définie par l'Insee en 2022.
Elle appartient à l'unité urbaine d'Aubigny-en-Artois, une agglomération intra-départementale regroupant six  communes, dont elle est une commune de la banlieue,,. Par ailleurs la commune fait partie de l'aire d'attraction d'Arras, dont elle est une commune de la couronne,. Cette aire, qui regroupe 163 communes, est catégorisée dans les aires de 50 000 à moins de 200 000 habitants,.

### Occupation des sols
L'occupation des sols de la commune, telle qu'elle ressort de la base de données européenne d’occupation biophysique des sols Corine Land Cover (CLC), est marquée par l'importance des territoires agricoles (89,3 % en 2018), en diminution par rapport à 1990 (100 %). La répartition détaillée en 2018 est la suivante : 
terres arables (81,6 %), zones urbanisées (10,7 %), prairies (7,7 %). L'évolution de l’occupation des sols de la commune et de ses infrastructures peut être observée sur les différentes représentations cartographiques du territoire : la carte de Cassini (XVIIIe siècle), la carte d'état-major (1820-1866) et les cartes ou photos aériennes de l'IGN pour la période actuelle (1950 à aujourd'hui).

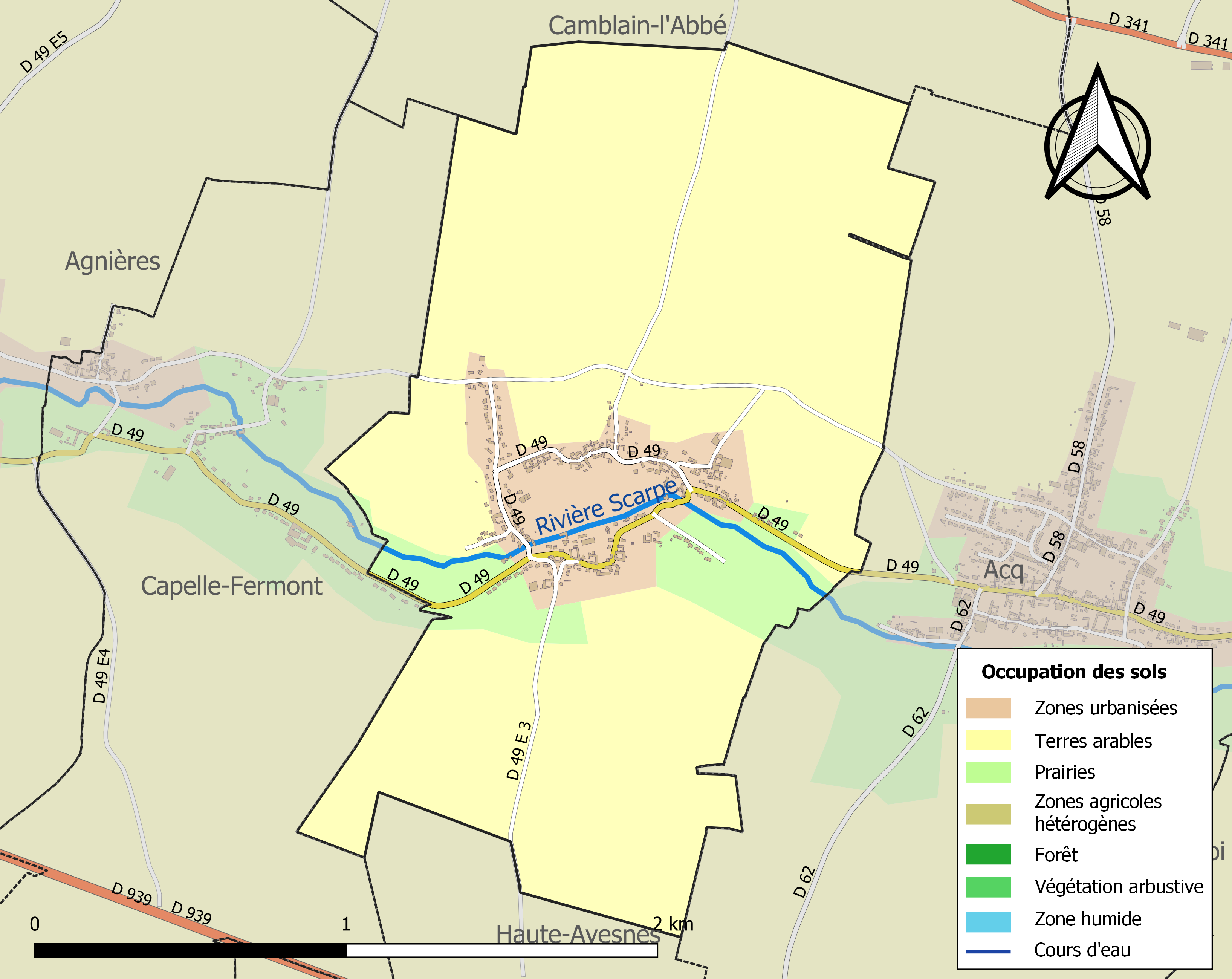
Carte des infrastructures et de l'occupation des sols de la commune en 2018 (CLC).

### Voies de communication et transports

#### Voies de communication
La commune est desservie par la route départementale D 49.

#### Transport ferroviaire

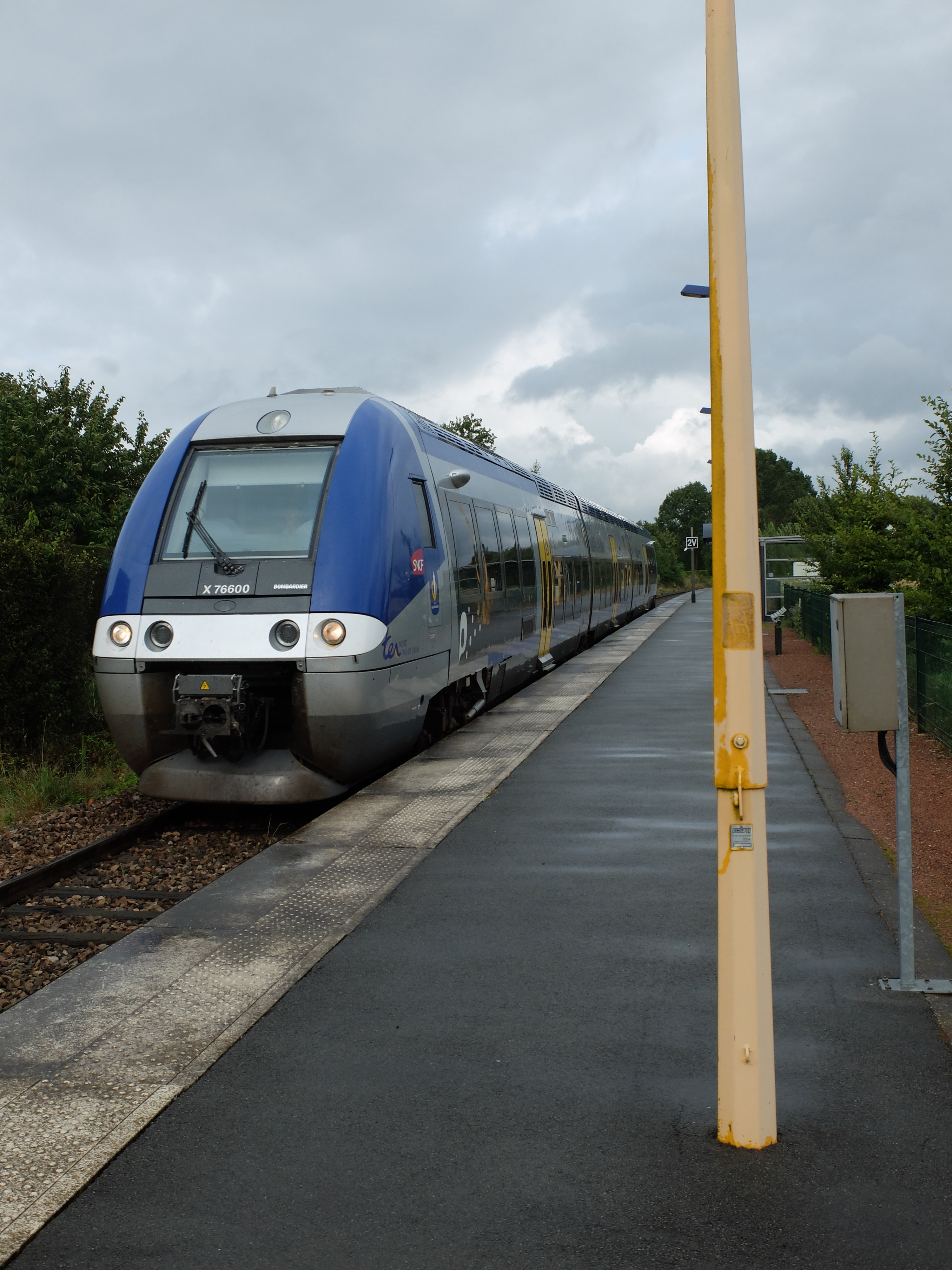
Un TER passant en gare.

La gare de Frévin-Capelle est située sur la ligne d'Arras à Saint-Pol-sur-Ternoise, c'est une halte voyageurs de la Société nationale des chemins de fer français (SNCF), desservie par des trains TER Hauts-de-France.
La commune était desservie, de 1895 à 1948, par la ligne de chemin de fer Lens - Frévent, une ancienne ligne de chemin de fer qui reliait les communes de Lens et de Frévent.

## Toponymie
Le nom de la localité est attesté sous les formes Fevrin en 1088 ; Fevring en 1149 ; Frévinde 1154 à 1159 ; Feverin en 1196 ; Févrin en 1198 ; Feuvrin au XIIe siècle ; Fevrign en 1202 ; Feuvrign en 1205 ; Fevring de 1255 à 1256 ; Fevering en 1272 ; Freving au XIIIe siècle ; Frevin-Capelle en 1720; Frevin Capel en 1793 ; Frevin et Frévin-Capelle depuis 1801.

## Histoire
Lors de la bataille de l'Artois (mai-juin 1915), un des affrontements de la Première Guerre mondiale, Frévin-Capelle, située à l'arrière du front, accueille des soldats relevés du front, par exemple en juin 1915. Pendant cette période de cantonnement,les troupes restent en cantonnement d'alerte, récupèrent, se livrent à des opérations de nettoyage de leurs équipements et suivent des périodes d'instruction, d'entrainement à la marche,.... On retrouve également des soldats qui bivouaquent à Acq, Wanquetin.
Des troupes séjournent dans les mêmes lieux peu de temps avant la  3e bataille de l'Artois (automne 1915) au début septembre 1915.

## Politique et administration

### Découpage territorial
La commune se trouve, depuis 1926, dans l'arrondissement d'Arras du département du Pas-de-Calais, auparavant, depuis 1801, elle se trouvait dans l'arrondissement de Saint-Pol.

#### Commune et intercommunalités
La commune est membre de la communauté de communes des Campagnes de l'Artois, avant 2017, elle se trouvait dans la communauté de communes de l'Atrébatie.

#### Circonscriptions administratives
La commune est rattachée au canton d'Avesnes-le-Comte. Avant le redécoupage cantonal de 2014, elle était, depuis 1801, rattachée au canton d'Aubigny-en-Artois.

#### Circonscriptions électorales
Pour l'élection des députés, la commune fait partie de la première circonscription du Pas-de-Calais.

### Élections municipales et communautaires

#### Liste des maires
| Période                                  | Période                   | Identité                | Étiquette | Qualité                                                                     |
| ---------------------------------------- | ------------------------- | ----------------------- | --------- | --------------------------------------------------------------------------- |
|                                          |                           |                         |           |                                                                             |
| 1791                                     | 1798                      | Louis Joseph Robart     |           |                                                                             |
| 1798                                     | 1802                      | Michel François Leblanc |           |                                                                             |
| 1802                                     | 1817                      | Louis Candelier         |           |                                                                             |
| 1817                                     | 1822                      | Louis Regnault          |           |                                                                             |
| 1822                                     | 1826                      | Louis Candelier         |           |                                                                             |
| 1826                                     | 1832                      | Louis Regnault          |           |                                                                             |
| 1832                                     | 1840                      | Louis Planquette        |           |                                                                             |
| 1840                                     | 1848                      | Charles Goudemant       |           |                                                                             |
| 1848                                     | 1876                      | Auguste Louis Truffiez  |           |                                                                             |
| 1876                                     | 1878                      | Pierre Hubert Grimbert  |           | Rentier                                                                     |
| 1878                                     | 1892                      | Jean-Baptiste Auguste   |           | Cultivateur                                                                 |
| 1892                                     | 1912                      | Elie Leclercq           |           | Propriétaire Agricole                                                       |
| 1912                                     | 1918                      | Oscar Carton            |           | Propriétaire Agricole                                                       |
| Les données manquantes sont à compléter. |                           |                         |           |                                                                             |
| mars 2001                                | En cours (au 9 mars 2022) | Phillipe Carton         | DVD       | Agriculteur Réélu pour le mandat 2014-2020, Réélu pour le mandat 2020-2026, |

## Équipements et services publics

### Enseignement
La commune est située dans l'académie de Lille et dépend, pour les vacances scolaires, de la zone B.
Elle administre l'école primaire « Camille Carton » en regroupement pédagogique intercommunal (RPI 97).

### Justice, sécurité, secours et défense
La commune dépend du tribunal judiciaire d'Arras, du conseil de prud'hommes d'Arras, de la cour d'appel de Douai, du tribunal de commerce d'Arras, du tribunal administratif de Lille, de la cour administrative d'appel de Douai, du pôle nationalité du tribunal judiciaire d’Arras et du tribunal pour enfants d'Arras.

## Population et société

### Démographie
Les habitants de la commune sont appelés les Frévinois.

#### Évolution démographique
L'évolution du nombre d'habitants est connue à travers les recensements de la population effectués dans la commune depuis 1793. Pour les communes de moins de 10 000 habitants, une enquête de recensement portant sur toute la population est réalisée tous les cinq ans, les populations de référence des années intermédiaires étant quant à elles estimées par interpolation ou extrapolation. Pour la commune, le premier recensement exhaustif entrant dans le cadre du nouveau dispositif a été réalisé en 2007.

En 2022, la commune comptait 393 habitants, en évolution de +4,8 % par rapport à 2016 (Pas-de-Calais : −0,72 %, France hors Mayotte : +2,11 %).
| 1793 | 1800 | 1806 | 1821 | 1831 | 1836 | 1841 | 1846 | 1851 |
| ---- | ---- | ---- | ---- | ---- | ---- | ---- | ---- | ---- |
| 215  | 210  | 204  | 235  | 241  | 224  | 245  | 258  | 267  |

| 1856 | 1861 | 1866 | 1872 | 1876 | 1881 | 1886 | 1891 | 1896 |
| ---- | ---- | ---- | ---- | ---- | ---- | ---- | ---- | ---- |
| 258  | 239  | 248  | 257  | 269  | 273  | 264  | 254  | 254  |

| 1901 | 1906 | 1911 | 1921 | 1926 | 1931 | 1936 | 1946 | 1954 |
| ---- | ---- | ---- | ---- | ---- | ---- | ---- | ---- | ---- |
| 237  | 245  | 247  | 255  | 226  | 227  | 221  | 186  | 195  |

| 1962 | 1968 | 1975 | 1982 | 1990 | 1999 | 2006 | 2007 | 2012 |
| ---- | ---- | ---- | ---- | ---- | ---- | ---- | ---- | ---- |
| 199  | 203  | 290  | 395  | 441  | 434  | 417  | 414  | 374  |

| 2017 | 2022 | - | - | - | - | - | - | - |
| ---- | ---- | - | - | - | - | - | - | - |
| 380  | 393  | - | - | - | - | - | - | - |

>

#### Pyramide des âges
En 2018, le taux de personnes d'un âge inférieur à 30 ans s'élève à 27,9 %, soit en dessous de la moyenne départementale (36,7 %). À l'inverse, le taux de personnes d'âge supérieur à 60 ans est de 33,5 % la même année, alors qu'il est de 24,9 % au niveau départemental.
En 2018, la commune comptait 181 hommes pour 202 femmes, soit un taux de 52,74 % de femmes, légèrement supérieur au taux départemental (51,50 %).
Les pyramides des âges de la commune et du département s'établissent comme suit.
| Hommes | Classe d’âge | Femmes |
| ------ | ------------ | ------ |
| 0,0    | 90 ou +      | 0,0    |
| 4,0    | 75-89 ans    | 6,1    |
| 30,0   | 60-74 ans    | 26,9   |
| 24,0   | 45-59 ans    | 18,6   |
| 17,0   | 30-44 ans    | 17,7   |
| 9,4    | 15-29 ans    | 12,5   |
| 15,6   | 0-14 ans     | 18,1   |

| Hommes | Classe d’âge | Femmes |
| ------ | ------------ | ------ |
| 0,5    | 90 ou +      | 1,6    |
| 5,6    | 75-89 ans    | 8,9    |
| 16,7   | 60-74 ans    | 18,1   |
| 20,2   | 45-59 ans    | 19,2   |
| 18,9   | 30-44 ans    | 18,1   |
| 18,2   | 15-29 ans    | 16,2   |
| 19,9   | 0-14 ans     | 17,9   |

## Culture locale et patrimoine

### Lieux et monuments
- L'église Notre-Dame, une église fortifiée. La nef est datée de 1551, le clocher du XVIIe siècle et le chœur du XVIIe siècle[37]. Elle héberge trois éléments patrimoniaux, répertoriés dans la base Palissy, inscrits au titre d'objet des monuments historiques[38].
- La chapelle Notre-Dame de Grâce[37].
- Le manoir.
- Le monument aux morts[39].

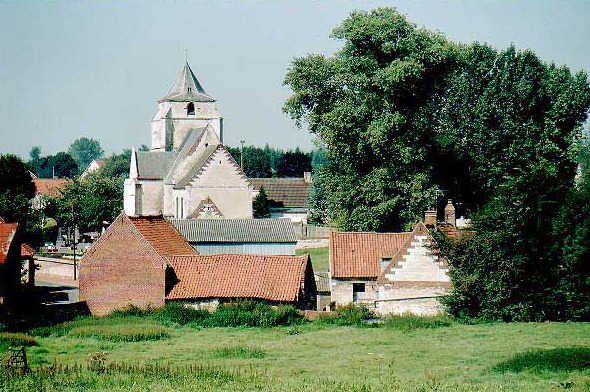
L'église de Frévin-Capelle.
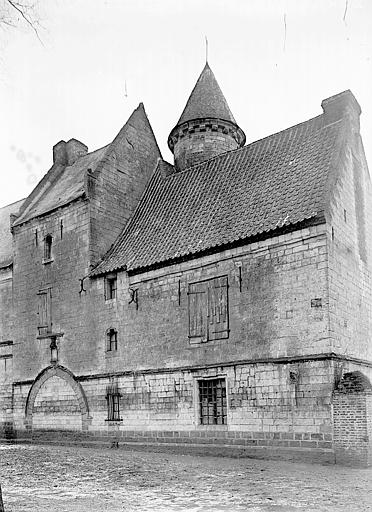
Le manoir.
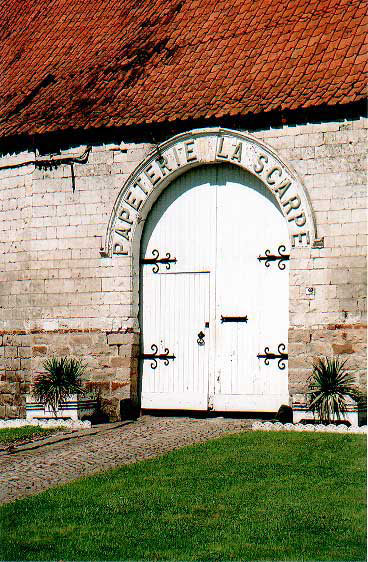
Traces d'anciennes activités.
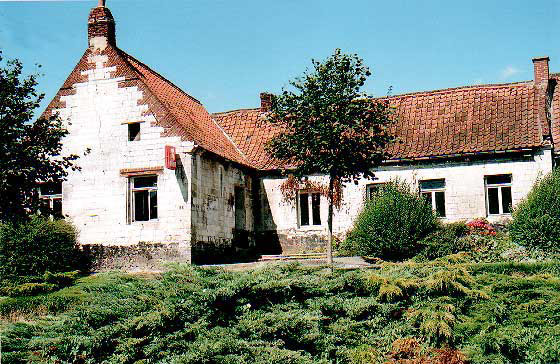
Une maison typique.

### Héraldique
| Blason de Frévin-Capelle | Blason  | D'argent fretté d'azur ; au franc-canton d'azur chargé d'une merlette d'argent. |
| Blason de Frévin-Capelle | Détails | Armes de Robert de Frévin. Le statut officiel du blason reste à déterminer.     |

## Pour approfondir